# Mariana Treviño

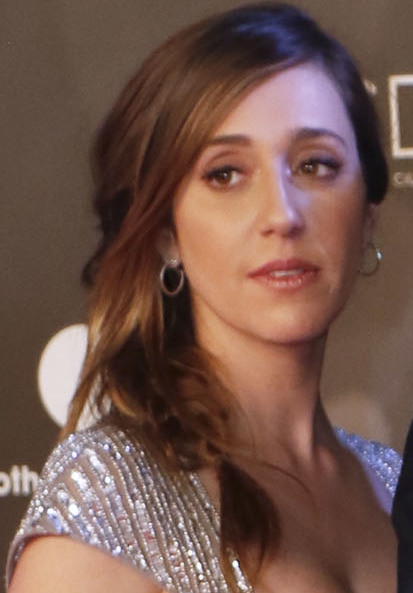
Mariana Treviño (2017)

Mariana Treviño (* 21. November 1977 in Monterrey) ist eine mexikanische Theater- und Filmschauspielerin.

## Leben
Mariana Treviño wurde 1977 in Monterrey im Nordosten Mexikos geboren. Ab 2009 wurde sie mit dem Jukebox-Musical Mentiras bekannt, wo sie für drei Jahre die Rolle der „Lupita“ verkörperte. Danach wurde sie für den Film entdeckt und hatte 2013 ihre erste Nebenrolle in der Komödie No sé si cortarme las venas o dejármelas largas. Ab 2015 spielte sie in der Serie Club de Cuervos als „Isabel Iglesias“ mit. Ab 2019 spielte sie in der Serie Blumige Aussichten und ab 2020 in 100 días para enamorarnos als „Remedios Rivera“ mit.
In dem Film Ein Mann namens Otto war sie 2022 in der Rolle der Nachbarin „Marisol“ des von Tom Hanks gespielten Protagonisten zu sehen.

## Filmografie
- 2013: No sé si cortarme las venas o dejármelas largas
- 2015: Sabrás qué hacer conmigo
- 2015–2019: Club de Cuervos (Fernsehserie, 43 Folgen)
- 2016: La vida inmoral de la pareja ideal
- 2017: Cómo cortar a tu patán
- 2018: Eres mi pasión
- 2018: Overboard
- 2018: Perfectos desconocidos
- 2019: Dedicada a mi Ex
- 2019: Los Rodríguez y el más allá
- 2019: Polvo
- 2019–2020: Blumige Aussichten (La casa de las flores, Fernsehserie, 11 Folgen)
- 2020–2021: 100 días para enamorarnos (Fernsehserie, 92 Folgen)
- 2021: Cecilia (Fernsehserie, 8 Folgen)
- 2022: Érase una vez... pero ya no (Fernsehserie, 6 Folgen)
- 2022: Ein Mann namens Otto (A Man Called Otto)
- 2023: El sabor de la Navidad
- 2023: How the Gringo Stole Christmas
- 2024: Caras Vemos
- 2025: Stick (Webserie, 10 Folgen)
- 2025: Mentiras, La Serie (Fernsehserie, 8 Folgen)

## Nominierungen
Premio Ariel
- 2017: Nominierung als Beste Nebendarstellerin (La vida inmoral de la pareja ideal)
- 2017: Nominierung für die Beste Statistenrolle (El Sueño del Mara'akame)
- 2020: Nominierung als Beste Schauspielerin (Polvo)[3][4]